# Estação Terreiro do Paço
Terreiro do Paço é uma estação do Metropolitano de Lisboa. Situa-se no concelho de Lisboa, em Portugal, entre as estações Baixa-Chiado e Santa Apolónia da Linha Azul. Foi inaugurada a 19 de dezembro de 2007 em conjunto com a estação Santa Apolónia, no âmbito da expansão desta linha à Estação Ferroviária de Lisboa-Santa Apolónia.

## Descrição
Esta estação está localizada no Cais da Alfândega, servindo a zona da Praça do Comércio e possibilitando o acesso à Casa dos Bicos, aos Ministérios da Praça do Comércio, e ao Terminal Fluvial do Terreiro do Paço que liga Lisboa ao Barreiro. O projeto arquitetónico é da autoria do arquiteto Artur Rosa e as intervenções plásticas do artista plástico João Rodrigues Vieira. À semelhança das mais recentes estações do Metropolitano de Lisboa, está equipada para poder servir passageiros com deficiências motoras, contando com vários elevadores e escadas rolantes que facilitam o acesso às plataformas.

## História
Esta estação foi distinguida com o Prémio Valmor e Municipal de Arquitetura de 2007, atribuído pela Câmara Municipal de Lisboa com a finalidade de premiar a qualidade arquitetónica dos novos edifícios construídos na cidade de Lisboa.

## Acessos
Esta estação conta com quatro acessos pedonais e um elevador entre o átrio e a superfície:
- Acesso 1 - está localizado no interior do edifício do Terminal Fluvial do Terreiro do Paço. Está direcionado para sul e conta com duas escadas mecânicas assim como escadas pedonais.
- Acesso 2 - está localizado na zona nascente da praça existente entre a Av. Infante Dom Henrique e o Terminal Fluvial do Terreiro do Paço. Está direcionado para nascente e conta com escadas pedonais.
- Acesso 3 - está localizado na zona poente da praça existente entre a Av. Infante Dom Henrique e o Terminal Fluvial do Terreiro do Paço. Está direcionado para sul e conta com escadas pedonais.
- Acesso 4 - está localizado na esquina sudeste da Praça do Comércio, junto ao edifício do Ministério das Finanças. Está direcionado para norte e conta com escadas pedonais.
- Elevador - estará localizado na praça existente entre a Av. Infante Dom Henrique e o Terminal Fluvial do Terreiro do Paço, direcionado para poente.